# Carl du Prel
Karl Ludwig August Friedrich Maximilian Alfred, Freiherr von Prel, o, en francés, Carl Ludwig August Friedrich Maximilian Alfred, Baron du Prel (3 de abril de 1839, Landshut, Alemania-4 de agosto de 1899, Heiligkreuz, Austria), fue un filósofo y escritor alemán interesado en el misticismo y el ocultismo. En la literatura se ha vuelto costumbre referirse a él bajo varias formas francesas abreviadas de su nombre, generalmente "Carl Du Prel", "Baron Carl Du Prel" o simplemente "Barón Du Prel".

## Biografía
Nació en Landshut. Después de estudiar en la Universidad de Munich, sirvió en el ejército bávaro de 1859 a 1872, cuando se retiró con el grado de capitán. Luego se dedicó al trabajo filosófico, especialmente en relación con los fenómenos del hipnotismo y el ocultismo desde el punto de vista psicológico moderno. En 1868 recibió el título de doctor por la Universidad de Tubinga en reconocimiento a un tratado sobre la psicología de los sueños (Oneirokritikon. Der Traum vom Standpunkt des trascendentalen Idealismus). Tras este logro, se convirtió en una especie de protegido de Eduard von Hartmann, promoviendo y defendiendo vigorosamente su obra Filosofía del inconsciente (1869).
Du Prel buscó combinar las primeras investigaciones parapsicológicas y el idealismo trascendental kantiano para argumentar que las experiencias místicas eran universales y subjetivas, en paralelo a un argumento similar presentado por William James. Intentó deducir la existencia del espíritu, aparte de los fenómenos de los sentidos y, sin embargo, entrando de vez en cuando en conexión con ellos, mediante un examen de la relación entre el yo del pensamiento y la edad de la experiencia sensible tal como la entiende Immanuel Kant.
En Der Kampf ums Dasein am Himmel, Du Prel se esforzó por aplicar la doctrina darwiniana de la evolución biológica no sólo a la esfera de la consciencia sino también, de manera aún más amplia, como principio filosófico del mundo. Fue uno de los muchos pensadores alemanes que, durante la segunda mitad del siglo XIX, se esforzaron por tratar la mente como un mecanismo. Su interés por el darwinismo también estaba ligado a la creencia en vida extraterrestre.
Aunque hoy en día se lo considera principalmente una figura oscura en la historia del ocultismo, en vida Du Prel fue ampliamente respetado como científico y filósofo. La cuarta edición de La interpretación de los sueños (1914) de Sigmund Freud cita positivamente a Du Prel como un místico y cuyas conclusiones son paralelas y aplican la obra de Freud.

## Obra
- Der gesunde Menschenverstand vor den Problemen der Wissenschaft (1872)
- Der Kampf ums Dasein am Himmel (1874) (reeditado en 1882 bajo el título Entwickelungsgeschichte des Weltalls)
- Die Planetenbewohner and die Nebularhypothese  (1880)
- Die Philosophie der Mystik (1885)
- Justinus Kerner und die Seherin von Prevorst (1886)
- Die monistische Seelenlehre (1888)
- Die Mystik der alten Griechen (1888)
- Kants mystische Weltanschauung (1889)
- Studien aus dem Gebiete der Geheimwissenschaften (1890)
- Der Spiritismus (1893)
- Die Entdeckung der Seele durch die Geheimwissenschaften (1894–1895)